# Сплайн
Сплайнът в математиката е специална функция, дефинирана на части от полиноми. Сплайните представляват композитни криви от последователно съединени кривинни сегменти (дъги).
В подполетата на компютърните науки на компютърно проектиран дизайн и компютърна графика терминът сплайн по-често се отнася до частична полиномна (параметрична) крива. Сплайновете са популярни криви в тези подполета поради простотата на тяхната конструкция, тяхната лекота и точност на оценка и способността им да приближават сложни форми чрез напасване на кривата.

## Етимология
Терминът сплайн идва от гъвкавите spline устройства, използвани от корабостроителите и чертожниците за изчертаване на гладки форми.